# Anton Maria Maragliano
Anton Maria Maragliano (Génova, 18 de setembro de 1664 – Génova, 7 de março de 1739) foi um escultor italiano.

## Biografia

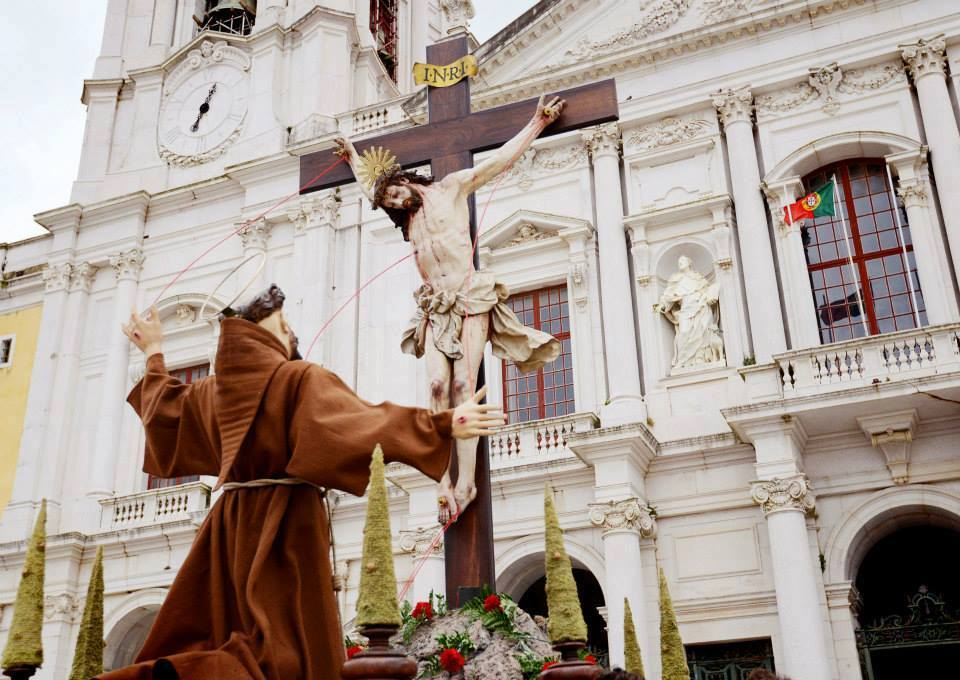
Cristo Crucificado, atribuído a Maragliano - Mafra.

Nasceu em Génova, sendo filho de um rico padeiro genovês. Em 1680 entrou na oficina de seu tio Giovanni Battista, com o qual aprendeu a arte da escultura. Em 1688 já tinha a sua própria oficina, onde se formaram, além de seu filho Giovanni Battista, os escultores genoveses Pietro Galleano e Agostino Storace.
Maragliano morreu em 7 de março de 1739, presumivelmente na capital da Ligúria, tendo sido sepultado na igreja de Santa Maria della Pace di Genova.
Ficou conhecido, sobretudo, pelas suas esculturas em madeira, de estética barroca e pré-rococó, tendo operado nas décadas finais do século XVII e nas primeiras quatro décadas do século seguinte, especialmente em Génova.
São da sua lavra muitos oratórios e altares de igrejas e santuários. A sua oficina produziu imensas imagens de virgens, santos, cenas bíblicas e figuras da natividade, distribuídas por igrejas, oratórios e capelas em toda a Ligúria e também em Espanha e Portugal.
Em Portugal são-lhe atribuídos o crucifixo da sacristia da igreja de Nossa Senhora do Loreto, em Lisboa, e o Cristo Crucificado do andor da Estigmatização de São Francisco no Monte Alverne, pertencente à Real e Venerável Irmandade do Santíssimo Sacramento de Mafra.